# Paspalum uyucense
Paspalum uyucense är en gräsart som beskrevs av Richard Walter Pohl. Paspalum uyucense ingår i släktet tvillinghirser, och familjen gräs. Inga underarter finns listade i Catalogue of Life.